# European Blockchain Services Infrastructure
L'European Blockchain Services Infrastructure (EBSI) è un'iniziativa della Commissione Europea e della European Blockchain Partnership. Essa mira a sfruttare il potere della blockchain per il bene pubblico.
Lo European Self-Sovereign Identity Framework (ESSIF) si appoggia all'EBSI, nell'ambito della Self-sovereign identity (SSI).